# Orquesta Sinfónica Nacional de Cuba
La Orquesta Sinfónica Nacional de Cuba es la principal institución artística dedicada a la interpretación de obras orquestales de música clásica en Cuba.
Heredera de la tradición de excelencia establecida por su antecesora, la Orquesta Filarmónica de La Habana, la Orquesta Sinfónica Nacional de Cuba fue creada por un decreto del  gobierno revolucionario en 1960. En aquella ocasión el director Principal fue el Maestro Enrique González Mántici y su Director asistente fue Manuel Duchesne Cuzán. Más tarde Duchesne pasó a ser director principal y finalmente director general.
La orquesta ha sido dirigida por numerosos Maestros nacionales y extranjeros, tales como: Aram Jachaturian, Manuel Herrera de La Fuente, Blas Galindo, Camargo Guarnieri, Roberto Sánchez Ferrer y Félix Guerrero;  y ha contado con la participación de destacados solistas, entre los cuales podemos mencionar a David Óistraj, Leonid Kogan, Víctor Pellegrini, Cecilio Tieles, Evelio Tieles, Ramón Calzadilla,  Leo Brouwer y Pilar Boyero.
La Orquesta Sinfónica Nacional de Cuba ha realizado desde sus inicios una importante labor de difusión de la música cubana de todas las épocas. En sus conciertos se han estrenado numerosas obras contemporáneas, tales como "La tradición se rompe, pero cuesta trabajo" y "Concierto para guitarra y orquesta No. 1", de Leo Brouwer, "Muros, rejas y vitrales" de Carlos Fariñas, "Contrapunto Espacial" de Juan Blanco, "Conjuro" de Roberto Valera, "Oda al soldado muerto" de Sergio Barroso, y "Ciclos" de Armando Rodríguez Ruidíaz.
La programación de la orquesta incluye  numerosas actividades, además de los conciertos regulares de la temporada, y su Director Titular es actualmente el Maestro Enrique Pérez Mesa.
La Orquesta Sinfónica Nacional de Cuba tiene su sede permanente en el Teatro "Auditorium Amadeo Roldán" de La Habana.